# الموافقات (كتاب)
كتاب الموافقات في بيان مقاصد الكتاب والسنة والحكم والمصالح الكلية الكامنة تحت آحاد الأدلة ومفردات التشريع والتعريف بأسرار التكاليف في  الشريعة ألفه الحافظ إبراهيم بن موسى الشاطبي (ت: 790 هـ 1388), وقد اختار إبراهيم بن موسى الشاطبي للكتاب اسمًا غير اسم الموافقات وهو  التعريف بأسرار التكليف  إلا أنه عدل عنه إلى الموافقات وكان ذلك بسبب رؤيا لأحد مشايخه حين قال الشيخ للإمام الشاطبي رأيتك البارحة في النوم وفي يدك كتاب ألفته فسألتك عنه فأخبرتني أنه الموافقات وسألتك عن معنى هذه التسمية الظريفة فأخبرتني أنك وفقت به بين مذهبي ابن القاسم وأبي حنيفة .

## أقسامه
أودع إبراهيم بن موسى الشاطبي في مؤلفه كثيرًا من الأسرار التكليفية المتعلقة بالشريعة وقد حصر كتابه في خمسة أقسام:
1. المقدمات العلمية المحتاج إليها في تمهيد المقصود.
2. الأحكام وما يتعلق بها من حيث تصورها والحكم بها أو عليها.
3. المقاصد الشرعية في الشريعة وما يتعلق بها من الأحكام.
4. حصر الأدلة الشرعية وبيان ما ينضاف إلى ذلك فيها على الجملة.
5. أحكام الاجتهاد والتقليد والمتصفين بكل واحد منهما وما يتعلق بذلك من التعارض والترجيح والسؤال والجواب.